# Televizní věž Heinricha Hertze
Televizní věž Heinricha Hertze (německy Heinrich-Hertz-Turm), pojmenovaná po německém fyzikovi Heinrichu Hertzovi, je nejvyšší stavbou v Hamburku. Navrhl ji architekt Fritz Trautwein. Stavba začala v roce 1965 a skončila v roce 1968. Věž má dvě plošiny, dolní plošina číslo 1 má dvě patra. První je ve výšce 129 metrů a druhé patro je o tři metry výš. Plošina číslo 2 má jen jedno patro ve výšce 155 metrů. Věž má ve 158 metrech vyhlídkovou terasu. I s anténou měří 279,2 metrů. Věž je vzdálena od centra 1,5 km.